# Mediekoordinator
Mediekoordinator er en stilling som kræver en kortere videregående uddannelse (KVU), hvor formålet med uddannelsen er, at kunne anvende forskellige principper og metoder til planlægning og styring af produktionsprocessen i medieverdenen fra idé til implementering. 
En mediekoordinator skal kunne kombinere dybere viden om produktionsteknologi med viden om organisatoriske, økonomiske, kreative og nyskabende forhold.
Adgangskravet til studiet som mediekoordinator er en gymnasial uddannelse.
Uddannelsen er en 2 årig videregående uddannelse, der blev etableret i 1997 på grund af det stigende behov for projektledere i it-branchen og består af en fællesdel og en individuel del.
Fællesdelen udgør ca. 80% og den individuelle del ca. 20% af den samlede uddannelse.
Den studerende har igennem gruppearbejde udarbejdet projekter, som både kunne være fiktive eller i samarbejde med en virksomhed/organisation.
Mediekoordinator uddannelsen blev nedlagt i 2001 hvor en reform for kortere videregående uddannelser (KVU) betød at rækken af relevante uddannelser blev skåret ned fra 75 til 15.
Den nye medieuddannelse kom til at hedde multimediedesigner og er ligeledes en 2 årig KVU-uddannelse, en stor del af indholdet til denne uddannelse er hentet fra de erfaringer man havde opnået med blandt andet uddannelsen til mediekoordinator.